# Sekani
Els sekani són una tribu ameríndia de parla na-dené, el nom de la qual prové de tsé-keh-ne "gent de les roques".

## Localització
Vivien als vessants est i oest de les Rocoses, entre Alberta i Colúmbia Britànica.

## Demografia
El 1970 hi havia 450 a la Colúmbia Britànica, i el 1980 uns 600, dels quals 150 parlaven la llengua.

## Costums
Estaven dividits en moltes bandes independents, poc organtizades i amb líders només nominals. El seu nom potser designava originàriament a una sola banda, i no pas a la tribu en conjunt. Eren nòmades, a les temporades dures vivien en cabanes o cobertes de postes coberts d'escorça d'avet o estopa.
Caçaven dants, caribús, ossos, cabres monteses, castors i d'altres animals usant principalment trampes, fletxes, arcs, llances i garrots. Menyspreaven el peix i només el menjaven quan anaven escassos de menjar. Per això els takuli els nomenaven burlonament "menjadors de peix".
Creien en un animisme i veien esperits o poders ocults entre els animals, el vent i el tro. Cada home tenia un o més esperits guardians associats amb ocells o bèsties a les quals la petició, amb una misteriosa costum, li donava poder en temps de necessitat. També tenien xamans amb capacitat de causar o guarir malalties.

## Història
Sovint eren arrasats per llurs veïns cree, takuli, shuswap i tsattine, i pels paranyers i minaires blancs. Endemés aparegueren malalties i malnutrició per l'esgotament de la cacera al seu territori que els delmaren a començament del segle xx.